# Operatie Ten-go
Operatie Ten-go (7 april 1945) was de laatste operatie van betekenis van de Japanse Keizerlijke Marine tijdens de Tweede Wereldoorlog. Het was feitelijk een kamikazemissie om de Amerikanen bij de Slag om Okinawa te hinderen. De naam Ten-gō betekent de hemel stuurt ons een kans om het tij te keren.

## Missie

### Achtergrond
De Geallieerden waren volop bezig de invasie van Japan vanaf het vasteland voor te bereiden. Op aandringen van keizer Hirohito werd wat overgebleven was van de marine ingezet in de strijd.
Eind maart 1945 riep keizer Hirohito zijn militaire adviseurs bij zich in Tokio. Nadat de Japanners zware nederlagen hadden geleden, waaronder de slag om de Filipijnen en de slag om Iwo Jima, wilden de Amerikanen nu ook Okinawa binnenvallen. De bijeenkomst had dus als doel een tegenoffensief te vormen bij Okinawa. De missie, genaamd operatie Ten-go, zou bestaan uit een collectieve aanval van de marine, kamikazepiloten en grondtroepen. De marine was echter gereduceerd tot slechts enkele schepen en zou tien oorlogsschepen omvatten, met als vlaggenschip het slagschip Yamato. Daarenboven was de luchtmacht ook uitgedund, wat ervoor zorgde dat er geen luchtsteun mogelijk was voor de schepen. Deze missie zou echter een zelfmoordmissie zijn, want eenmaal aangekomen zou de Yamato zich op de kust van Okinawa opstellen om als beschutting te dienen tot hij vernietigd zou zijn.
Onder de bemanning ontstond er dan ook onenigheid omdat het voor sommigen totaal zinloos leek. Uiteindelijk besloot men toch aan de wensen van de keizer te gehoorzamen, en de operatie aan te vatten. Onder leiding van viceadmiraal Seiichi Itō en Kapitein-ter-zee Kōsaku Aruga vertrok het schip op 7 april 1945.
De opzet van de missie was eenvoudig: de Yamato moest onder begeleiding van haar escorte de Amerikaanse vloot bij de slag om Okinawa breken en Amerikaanse installaties op Okinawa onder vuur blijven nemen totdat ze zelf zonken. Op deze manier zou de Amerikaanse luchtmacht afgeleid worden en kon operatie Kikusui uitgevoerd worden, een andere kamikazeoperatie waarbij vooral vliegtuigen gebruikt zouden worden. Het was dus eigenlijk een zelfmoordmissie die de weg zou openmaken voor een andere zelfmoordmissie. Niet alleen was het breken door de Amerikaanse vloot zonder luchtondersteuning onmogelijk, ook werd de Yamato slechts met zoveel brandstof gevuld als de heenweg nodig had.
De Yamato vertrok vanuit Kure met de lichte kruiser Yahagi en acht torpedobootjagers als escorte. Ze kregen geen ondersteuning vanuit de lucht en genoeg brandstof voor een enkele reis.
De bedoeling was dat de Yamato met zijn escortes een deel van de Amerikaanse troepen naar zich kon afleiden, zodat kamikazevliegtuigen op andere locaties vrij spel kregen. Indien ze op een of ander manier toch konden doorstoten naar Okinawa, moesten ze daar de Amerikaanse landopstellingen onder vuur nemen tot ze zelf vernietigd werden.

### Verloop
De missie begon op 6 april om 16.00 uur. Deelnemende schepen waren: slagschip Yamato en escorte bestaande uit de kruiser Yahagi  en torpedobootjagers Fuyutsuki, Suzutsuki, Yukikaze, Isokaze, Hamakaze, Hatsushimo, Asashimo en Kasumi.
De operatie kreeg te kampen met allerlei tegenslagen. De Amerikaanse verkenningsvliegtuigen hadden vanaf het begin goed zicht op de bewegingen van de vloot. Slechte weersomstandigheden maakten het zien van vijandelijke vliegtuigen en onderzeeërs verschrikkelijk moeilijk, waar de Amerikanen volop gebruik van maakten.
Door slechte weersomstandigheden was het moeilijk voor de Yamato om zich tegen de aanvallen van de Amerikaanse vliegtuigen te weren. Door bombardementen vielen algauw de voornaamste geschuttorens uit. Ook het gevreesde 460 mm kanon met type 3-antiluchtmachtkogels kon niet in de strijd worden gegooid. De Amerikaanse onderzeeërs richtten hun torpedo's op één zijde en slaagden erin de Yamato te doen kapseizen. Vice-admiraal Ito, de commandant van de Japanse aanvalsvloot, gaf het bevel om operatie Ten-go af te breken en het schip te verlaten. Yoshida Mitsuru prees Ito om die beslissing om tegen de orders in te gaan en onderlijnde dat Ito van het begin af aan tegen de missie gekant was.
De dag na de afvaart was de eerste confrontatie. Twee duikboten, de USS Threadfin en USS Hackleback, zagen de Japanse vloot nabij het Kanaal van Bungo. Geen van beiden kon echter aanvallen vanwege de snelheid van de Japanse schepen. Ze konden enkel de coördinaten doorgeven aan hun meerdere. Het was viceadmiraal Marc Mitscher die uiteindelijk als eerste de Yamato opspoorde. Hij had het bevel over Task Force 58, een vloot die voornamelijk bestond uit vliegdekschepen. Deze stelde zich op in het noordoosten van Okinawa, en liet verschillende divisies van vliegtuigen de omgeving afzoeken.
Op 7 april 1945 rond 12.30 uur begon het laatste gevecht van de Yamato. De aanval van de Amerikanen bestond uit drie vlagen van meer dan 250 vliegtuigen, voornamelijk bommenwerpers en torpedobommenwerpers. Ondanks de uitzonderlijke behendigheid van de Japanse schepen, raakte de Yamato al in de eerste fase van het gevecht beschadigd in de radarruimte, met als gevolg dat men met veel minder precisie moest schieten. Eerst gingen er enkele Japanse torpedobootjagers, zoals de Hamakaze ten onder. De schade aan de Yamato bleef redelijk beperkt tot buiten enkele brandhaarden op het dek en een aantal lichte overstromingen.
De tweede vlaag, rond 13.00 uur, zorgde al voor meer ravage. Het reduceerde de snelheid van de Yamato tot 18 knopen, en het schip maakte 16° slagzij.
Bij de derde en laatste vlaag verslechterde de situatie nog meer. Om te voorkomen dat het schip zou kapseizen, gaf Viceadmiraal Seiichi Itō het bevel om een ander deel van het schip te laten onderlopen, ten koste van de bemanning die er nog vastzat. Deze actie had nauwelijks effect en doordat het afzuigsysteem vernield was bleef het schip kantelen. Op verschillende plaatsen waren er brandhaarden die men niet meer onder controle kreeg. Uiteindelijk gaf viceadmiraal Seiichi Itō om 14.00 uur het bevel tot evacuatie. Hij en Kapitein-ter-zee Kōsaku Aruga besloten om samen met hun schip ten onder te gaan. Enkele minuten later kapseisde het schip helemaal. Op 7 april om 14.23 uur ontplofte de zinkende Yamato. De explosie zorgde voor een enorme paddenstoelwolk.

### Gevolgen
Van de tien schepen bleven er uiteindelijk nog maar vier over. Slechts 269 bemanningsleden van de Yamato hebben het overleefd. Het bedroevende nieuws werd in eerste instantie voor het publiek verzwegen. Het was de Minister van de Marine, Mitsumasa Yonai, die de keizer moest informeren.
Van haar negen escortes haalden enkel de Fuyutsuki, Yukikaze en Hatsushimo het. Deze slaagden erin ongeveer 1500 overlevenden uit het water te redden. Naar schatting stierven er ongeveer 4000 man in operatie Ten-go, waar de Amerikanen hun verliezen op ongeveer twaalf man bleven, doordat er vliegtuigen waren die in de ontploffing van de Yamato verzeild raakten.

## Herdenking
Er werd in 1968 ter herinnering een toren gebouwd op het eilandje Tokunoshima.
De "Memorial Tower of Special Attack Fleet with Battleship Yamato as Flagship" houdt elk jaar op 7 april een ceremonie ter herinnering aan al diegenen die het leven lieten bij het zinken van de Yamato.

## Voetnoten
1. ↑  Zelfs viceadmiraal Seiichi Itō, die de vloot moest leiden, stond in eerste instantie weigerachtig tegenover de missie
2. ↑  Seiichi Itō had het bevel over de hele vloot en bevond zich op de Yamato; na zijn dood werd hij benoemd tot admiraal
3. ↑  Kōsaku Aruga had enkel het bevel over de Yamato, en werd na zijn dood benoemd tot viceadmiraal
4. ↑  Hoewel er wordt van uitgegaan dat er in werkelijkheid meer brandstof aan boord was, bron: "Requiem for battleship Yamato"